# 少花黃鵪菜
少花黄鹤菜（学名：Youngia szechuanica）为菊科黄鹌菜属下的一个种。

## 扩展阅读
- 維基物種上的相關：少花黄鹤菜